# 新美香
新 美香（あらた みか、10月3日 - ）は、ライブ制作、音楽制作、マネージメント業務を行う傍ら、作詞家としても活動している。アメリカ合衆国イリノイ州出身、山口県岩国市育ち。日本とアメリカのハーフで、バイリンガルである。

## 来歴
(株)キョードー東京、(株)MSエンタテインメント、ビクターエンタテインメント(株)、(株)バッドニュースを経て独立。(株)スノーホワイトミュージックを設立。

## 過去のライブ制作実績
Cocco、氷室京介、JUJU、Chara、aiko、中島美嘉、Carole King、Boyz II Men、Leah Dizon、白石蔵ノ介、幸村精市、他

## マネージメント
- ヒトリエ
- LEGO BIG MORL
- Cocco

## 作詞提供
- 郷ひろみ「強引Love!」
- 堂本光一「夜の海」「Love Me More」「Love and Loneliness」「Why don't you dance with me ?」「THE LADY IS A TRAMP」「Deep in your heart」「＋MILLION but－LOVE」「One more XXX...」「下弦の月」「Take me to...」「Addicted」「Get it on」「妖 ～あやかし～」「Awaken Yourself」
- 堂本光一「No more」（米寿司の名義でリリース）
- KAT-TUN「Precious one」「I'll be with you」「HELL,NO」
- 赤西仁「PINKY」
- TOKIO「The one to me」
- KinKi Kids「Nothing but you」「Missing」「Through the night」
- 関ジャニ∞「Explosion」「Confusion」
- Kis-My-Ft2
  - 「Kis-My-Me-Mine」-『Kis-My-1st』〈初回生産限定盤B〉収録
  - 「Hair」-『Kis-My-Ft2 Kis-My-MiNT Tour at 東京ドーム 2012.4.8』〈初回生産限定盤特典CD〉収録
  - 「Ready?」- CD未収録
- 舞闘冠 「Now and forever」
- Sexy Zone
  - 「Hands up!」- 『PAGES』
- A.B.C-Z「INTO THE BREEZE」（白井裕紀と共作）「残光」（白井裕紀と共作）「Temptation Border」（白井裕紀と共作）
- 橋本良亮「浮遊」（白井裕紀と共作）
- ジャニーズJr. 「バ・ニ・ラ〜Burn it up!〜」
- リア・ディゾン「恋しよう♪」「DRIVE ME CRAZY」「IMPOSSIBLE」「L.O.V.E.U」「LOVE PARADOX」「LOVE SWEET CANDY」「MISSING」「STEP INTO MY WORLD」「UNDER THE SAME SKY」「VANILLA」
- 青山テルマ「このままずっと」
- 土屋公平「Music Flower」その他土屋公平のソロ活動作品（特に初期）作詞を多数提供。
- Leyona「Sunshine on me」「Fairy Land」
- SxOxU「Funny Sunny Day」
- BUGVEL「Five Magics」